# 派拉市镇
派拉（希臘語：Πέλλα）是希腊中马其顿大区派拉专区的市镇，行政中心为亚尼察镇。市镇面积为669.2平方公里，2021年人口数量为57,039人。
现今范围的市镇设立于2011年地方政府改革中，由原5个市镇合并而成，原市镇则成为此市镇的5个市区。派拉市区（即原派拉市镇）的面积为113.8平方公里，2021年人口数量为5,661人。